# Two Flaming Youths
Two Flaming Youths è un film commedia muto americano del 1927 diretta da John Waters e scritta da John W. Conway, Donald Davis, Percy Heath e Herman J. Mankiewicz. Il film è interpretato da WC Fields, Chester Conklin, Mary Brian, Jack Luden, George Irving e Cissy Fitzgerald. Il film è uscito il 17 dicembre 1927 dalla Paramount Pictures, ma oggi giorno è considerato un film perduto, in quanto tutte le copie del film sono andate perse.

## Trama
Lo sceriffo Ben Holden è innamorato della proprietaria dell'hotel Madge Malarkey quando l’imbranato uomo del carnevale Gabby Gilfoil si presenta. Gilfoil viene scambiato per il ricercato Slippery Sawtelle. Nessuno dei due corteggiatori conquista il cuore di Malarkey e il film qui si conclude.